# Gamla Gävle
Gamla Gävle är en stadsdel i Gävle. Stadsdelen utgör en del av Södermalm och är belägen mellan Polishuset, Kaserngatan och Södra Kungsgatan. Här ligger Gävle stadsbibliotek och Länsmuseet Gävleborg. En bit från Stadsbiblioteket, på andra sidan Slottstorget, är Gävle slott beläget. 